# DEBG 1s–3s
Die Lokomotiven DEBG 1s–3s waren die einzigen Tenderlokomotiven der Meterspur-Schmalspurbahn Rhein–Orschweier–Ettenheimmünster. Nach der Umspurung dieser Strecke auf Normalspur wurden sie verkauft. Von der Lokomotive 2s ist bekannt, dass sie 1927 an die Staatliche Waldbahn Ruhpolding–Reit im Winkl gegeben wurde. Nach deren Einstellung 1931 ist das weitere Schicksal der Lokomotiven nicht bekannt.

## Geschichte
Sie wurden als erste Lokomotiven an die Lokalbahn Rhein–Orschweier–Ettenheimmünster von Vering & Waechter geliefert und versahen den Betrieb mit 6 zweiachsigen Personen-, 19 Güter- und einem Bahnmeisterwagen. Sie sollten eine Bruttolast bis 50 t mit durchschnittlich 25 km/h und mit einer Spitzengeschwindigkeit von 30 km/h befördern können. Im Jahr 1898 wurden die Fahrzeuge von der DEBG übernommen, die Lokomotiven wurden daraufhin als DEBG 1s–3s bezeichnet.
Nach der Umspurung auf Regelspur wurden die Lokomotiven mit den Nummern 1 und 3 an Privatbetriebe in Berlin und München verkauft. Die 2 gelangte zeitweise an die Staatliche Waldbahn Ruhpolding–Reit im Winkl. Dies wurde möglich, weil die Bahngesellschaft gerade eine eigene Lokomotive zur Hauptausbesserung geschickt hatte und eine weitere eigene Lokomotive wünschte. Nach der Betriebseinstellung bei dieser Bahn ist das Schicksal aller drei Lokomotiven unbekannt.

## Technik
Der Rahmen der Lok war als Wasserkastenrahmen ausgeführt. In den kleinen Behältern neben dem Stehkessel waren die Kohlen gebunkert. Der Kessel war in einfachster Form mit einer Feuerbüchse aus Kupfer gefertigt, lediglich der Feuerbüchsmantel wurde aus Stahl gefertigt. Die Rauchkammer besaß den gleichen Durchmesser wie der Langkessel. Dieser wurde von zwei Strahlpumpen gespeist. Er trug über der ersten Achse den runden Dampf- und über der zweiten Achse den eckigen Sanddom, der in beiden Richtungen die zweite Achse sandete. Auf der Feuerbüchse war direkt vor dem Führerhaus ein Sicherheitsventil der Bauart Ramsbotton platziert. Für den Reisezugdienst war die Lok auch mit Dampfheizeinrichtung versehen.
Für die Äußere Steuerung der Lokomotive wurde eine Allan-Steuerung mit unten aufgehängter Schlitzkulisse sowie exzentrisch angeordneten Zapfen und Flachschieber verwendet. Es wurde die hintere Achse der Lok angetrieben. Als Bremseinrichtung besaß sie eine Saugluftbremse nach Bauart Körting für den Zug, die Lokbremse war eine Wurfhebelbremse. Als Sondereinrichtungen besaß sie neben Beleuchtungen in einfachster Form ein auf dem Führerhausdach angeordnetes Läutewerk sowie eine Dampfpfeife.